# Royal and Ancient Golf Club of St Andrews

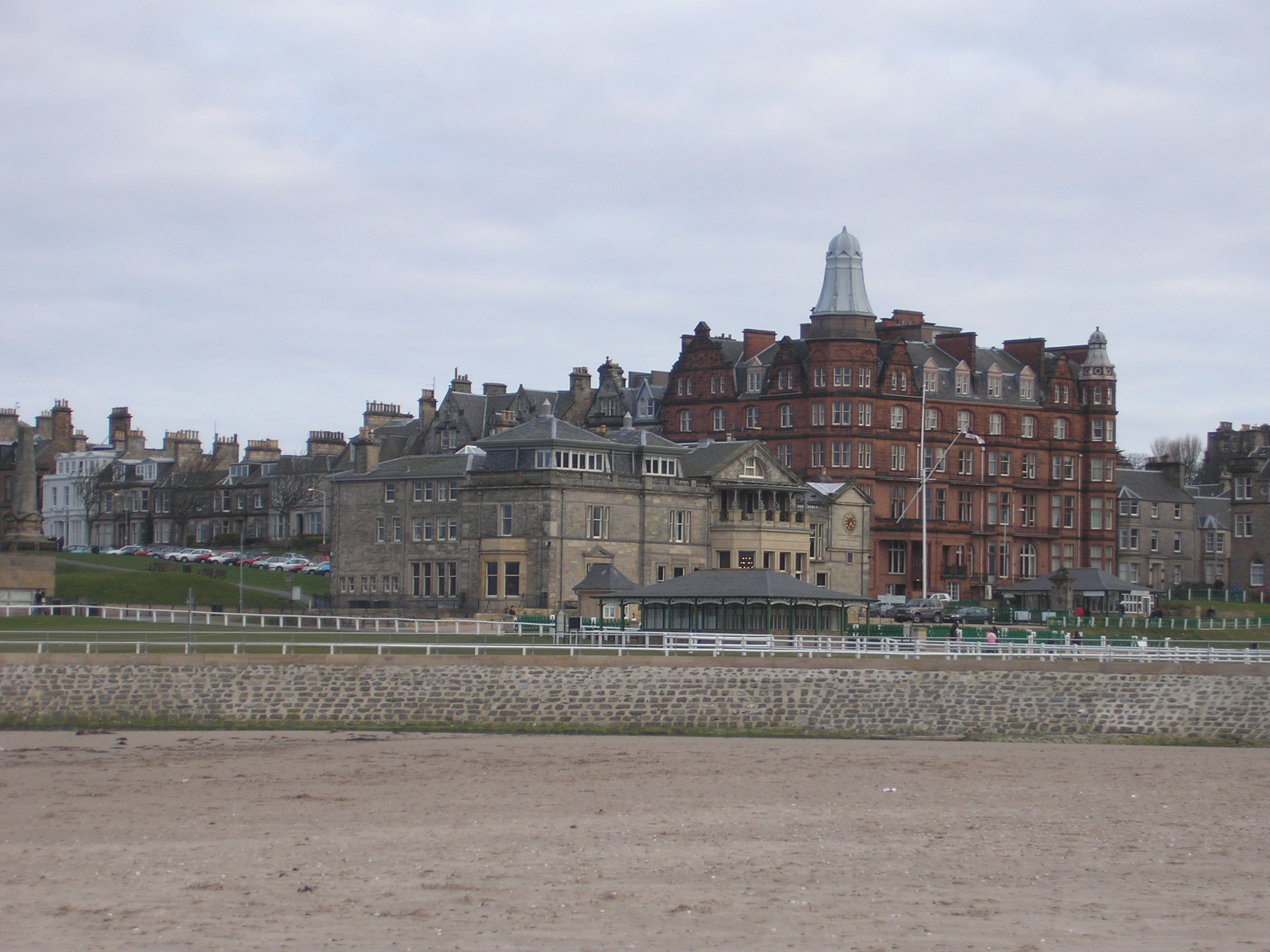
Old Course de St Andrews i edifici del R & A.

El  Royal and Ancient Golf Club of St Andrews  és un dels clubs de golf més antics del món. Està situat al poble de St Andrews, al comtat de Fife a Escòcia, i és considerat «El bressol del Golf». Fins fa uns anys, també era considerat com una de les autoritats rectores d'aquest esport, però el 2004 aquest paper va passar a ser exercit per l'organització The R&A .

## Història
L'organització va ser creada el 1754 amb el nom de  (Societat de Golfistes de St Andrews) , un club de golf local que jugava al camp de St Andrews, i de mica en mica va anar adquirint importància. El 1834, el rei Guillem IV en va esdevenir patró i el club va passar a rebre el seu nom actual. El 1897 la Societat va instaurar les normes bàsiques del golf tal com es coneixen actualment, i en els següents 30 anys va passar a controlar l'organització de diferents tornejos en altres camps.

## The R&A (Royal and Ancient)
El R&A  és la màxima autoritat del golf al món, excepte en els Estats Units i Mèxic, on aquesta responsabilitat recau en la United States Golf Association (USGA). Aquest organisme, creat el 2004, col·labora amb organitzacions de golfistes professionals i amateurs de més de 110 països. També intenta introduir el joc del golf en nous països en els quals no és conegut.
El R&A coopera amb la USGA en la revisió de les normes del golf, a part de formular les especificacions tècniques de l'equipament de golf.

## Tornejos
El R&A organitza 11 tornejos i partits internacionals:
- L'Open Britànic de golf, un dels quatre "majors" en el golf masculí.
- The Amateur Championship, torneig que era un dels considerats majors abans que el joc es professionalitzés, i que segueix sent un dels tornejos amateurs més prestigiosos del món.
- Boys Amateur Championship, per a joves menors de 18 anys abans de les 00.00 hores de l'any corresponent.
- Boys Home Internationals, competició per equips amb joves procedents d'Anglaterra, Escòcia, Gal·les i Irlanda.
- Seniors Open Amateur Championship, torneig masculí per a jugadors amateurs que tinguin almenys 55 anys el primer dia del torneig.
- British Mid-Amateur Championship, per a jugadors amateurs de 25 anys o més.
- Sènior British Open Championship, per a jugadors d'almenys 50 anys.
- Walker Cup, torneig biennal per equips per a jugadors amateurs que enfronta a jugadors del Regne Unit i Irlanda contra jugadors dels Estats Units (organitzat juntament amb la United States Golf Association).
- Junior Open Championships, torneig per a joves (tant nois com noies) menors de 16 anys.
- St Andrews Trophy, torneig per equips per a jugadors amateurs que enfronta a jugadors del Regne Unit i Irlanda contra jugadors de la resta d'Europa.
- Jacques Leglise Trophy, torneig per equips per a joves jugadors amateurs que enfronta a jugadors del Regne Unit i Irlanda contra jugadors de la resta d'Europa.

A excepció del "Junior Open Championships", tots els tornejos són exclusivament masculins. La "Ladies Golf Union" organitza una sèrie de tornejos equivalents per a dones.
A part d'aquests temes, el R&A també participa en l'organització dels dos Campionats del món per equips per a jugadors amateurs (el Trofeu Eisenhower per als homes i el "Trofeo Banco Espirito Santo" per a dones) per raó de la seva pertinença a la Federació Internacional de Golf.

## El club de golf
El  Royal and Ancient Golf Club of St Andrews  és el nom del club de golf actual. Compta amb més de 2400 membres d'arreu del món. La casa-club està situada just darrere del tee del forat 1 de l'Old Course de "St Andrews Links", i els membres del R&A gaudeixen del privilegi de poder jugar al camp encara que aquest no pertanyi al club, ja que és propietat del "St Andrews Links Trust", "organització sense afany de lucre" que posseeix i administra tots els "links" del camp de St Andrews.